# Communauté de communes Saint-Cyr Mère Boitier entre Charolais et Mâconnais
La communauté de communes Saint-Cyr Mère Boitier entre Charolais et Mâconnais (CC SCMB) est une communauté de communes française, située dans le département de Saône-et-Loire en région Bourgogne-Franche-Comté. 
Elle résulte de la fusion entre la communauté de communes du Mâconnais Charolais et la communauté de communes de Matour et sa région. 

## Historique
Conformément aux dispositions de la loi portant nouvelle organisation territoriale de la République du 7 août 2015, qui prévoit que les établissements publics de coopération intercommunale (EPCI) à fiscalité propre doivent avoir un minimum de 15 000 habitants, seuil abaissé à 5 000 habitants dans certaines zones de montagne ou peu denses, la communauté de communes de Matour et sa région, qui n'avait que  3 245 habitants devait impérativement fusionner avec une autre structure intercommunale.
Le Schéma départemental de coopération intercommunale (SDCI) de 2016 adopté par le Préfet de Saône-et-Loire prévoit donc la fusion des communautés de communes  du Mâconnais Charolais et de Matour et sa région, deux des trois des intercommunalités les moins peuplées du département, qui, toutes deux, comprennent des communes en zone de montagne (7 pour la CC du Mâconnais Charolais, 5 pour la CC de Matour et sa région) et ont des activités essentiellement agricoles, partagent un même bassin de vie influencé notamment par le Clunisois et, en partie, par le pôle urbain de Mâcon,. 
La communauté de communes est ainsi créée  par un arrêté préfectoral du 15 décembre 2016 qui a pris effet le 1er janvier 2017,, par la fusion des communautés de communes de Matour et sa région et du Mâconnais Charolais.
Le 1er janvier 2019, le nombre de communes est réduit de 18 à 16 en raison de la création de la commune nouvelle de Navour-sur-Grosne.

## Toponymie
Le nom de la communauté de communes fait référence aux deux montagnes dominantes de la région, respectivement situées dans les deux anciennes communautés : le Mont Saint-Cyr, sommet de la Bourgogne du Sud (771 mètres d'altitude) et le Signal de la Mère Boitier (758 mètres).

## Territoire communautaire

### Géographie
La communauté de communes se trouve entre le Mâconnais, le Charolais et le Beaujolais. Son territoire, essentiellement rural, est néanmoins à proximité de l’agglomération Mâconnaise et du pôle de Cluny, à une vingtaine de minutes de la Gare de Mâcon-Loché-TGV. Il culmine à 771 mètres au Mont Saint-Cyr et 758 mètres d’altitude au Signal de la Mère Boitier.
Les paysages naturels ont été grandement façonnés par l'être humain au fil des siècles. Il en ressort un mélange de bocages et de forêts dans lequel s'insèrent les nombreux ruisseaux et la rivières Grosne, ainsi que les villages et petites villes de la communauté de communes. Ce lien étroit entre pratiques économiques (agriculture, foresterie, tourisme vert, etc.), paysages et biodiversité est en partie à l'origine de la création du site Natura 2000 de la Grosne et du Clunisois qui couvre la grande majorité des communes de Saint-Cyr Mère Boitier.

### Composition
En 2023, la communauté de communes est composée des 16 communes suivantes :

| Nom                           | Code Insee | Gentilé                         | Superficie (km2) | Population (dernière pop. légale) | Densité (hab./km2) |
| ----------------------------- | ---------- | ------------------------------- | ---------------- | --------------------------------- | ------------------ |
| Trambly (siège)               | 71546      |                                 | 12,08            | 398 (2022)                        | 33                 |
| Bourgvilain                   | 71050      | Brevelandiaux ou Burgovillanois | 11,81            | 360 (2022)                        | 30                 |
| La Chapelle-du-Mont-de-France | 71091      | Chapelois                       | 9,11             | 190 (2022)                        | 21                 |
| Dompierre-les-Ormes           | 71178      | Dompierrois                     | 30,23            | 883 (2022)                        | 29                 |
| Germolles-sur-Grosne          | 71217      | Germollins                      | 7,23             | 130 (2022)                        | 18                 |
| Matour                        | 71289      | Matourins                       | 27,99            | 1 159 (2022)                      | 41                 |
| Montmelard                    | 71316      | Montmelardais                   | 22,35            | 356 (2022)                        | 16                 |
| Navour-sur-Grosne             | 71134      |                                 | 22,76            | 658 (2022)                        | 29                 |
| Pierreclos                    | 71350      |                                 | 12,41            | 851 (2022)                        | 69                 |
| Saint-Léger-sous-la-Bussière  | 71441      | Sanldzirons                     | 8,64             | 287 (2022)                        | 33                 |
| Saint-Pierre-le-Vieux         | 71469      | Sampiarris                      | 15,79            | 378 (2022)                        | 24                 |
| Saint-Point                   | 71470      |                                 | 14,24            | 362 (2022)                        | 25                 |
| Serrières                     | 71518      |                                 | 9,84             | 290 (2022)                        | 29                 |
| Tramayes                      | 71545      | Tramayons                       | 18,6             | 1 067 (2022)                      | 57                 |
| Trivy                         | 71547      | Trivigeois                      | 11,64            | 259 (2022)                        | 22                 |
| Verosvres                     | 71571      | Vroulons                        | 22,96            | 430 (2022)                        | 19                 |

### Démographie
| 1968  | 1975  | 1982  | 1990  | 1999  | 2009  | 2014  | 2020  |
| ----- | ----- | ----- | ----- | ----- | ----- | ----- | ----- |
| 8 064 | 7 563 | 7 398 | 6 952 | 7 142 | 7 833 | 7 824 | 8 028 |

## Organisation

### Siège
Le siège est en mairie de Trambly, commune à la situation géographique centrale sur le territoire.
En 2022, à la suite du développement des compétences intercommunales et du nombre d'agents, un nouveau siège doit être construit à Dompierre-les-Ormes, au cœur de la Zone d'Activités Genève-Océan et facilement accessible depuis la RCEA.

### Élus
La communauté de communes est administrée par son conseil communautaire, composé de 25 conseillers municipaux représentant chacune des  communes membres et répartis, pour le mandat 2020-2026  en fonction de leur population.
Les délégués étaient répartis comme suit pour la période 2017-2020 suivant l'importance démographique des communes : 
| Nombre de délégués (2017-2020) | Communes |
| ------------------------------ | --- |
| 3                              | Dompierre-les-Ormes, Pierreclos, Tramayes, Matour |
| 2                              | Navour-sur-Grosne |
| 1                              | Bourgvilain, Germolles-sur-Grosne, La Chapelle-du-Mont-de-France, Montmelard, Pierreclos, Saint-Léger-sous-la-Bussière, Saint-Pierre-le-Vieux, Saint-Point, Serrières, Trivy, Trambly,Verosvres |

Au terme des élections municipales de 2020 en Saône-et-Loire, le conseil communautaire renouvelé a élu le 7 juillet 2020 son nouveau président, Jean-Marc Morin, maire de Montmelard. Celui-ci étant mort en juin 2022, le conseil communautaire a élu son nouveau président pour la fin de la mandature 2020-2026 le 6 septembre 2022, Rémy Martinot, maire de Pierreclos, ainsi que ses quatre vice-présidents, qui sont :
1. Thierry Igonnet, maire de Matour, chargé de la petite enfance et du service enfance jeunesse ;
2. Éric Martin, maire de Vérosves, chargé de l'économie ;
3. Pierre Lapalus, maire de Saint-Léger-sous-la-Bussière, chargé de la  voirie, des bâtiments et du lac de Saint-Point ;
4. Cédric Granperret, maire de Saint-Pierre-le-Vieux, chargé du développement durable, de la transition écologique et de la mobilité.

Le bureau communautaire pour la fin de la mandature 2020-2026 est constitué du président, des quatre vice-présidents et de deux conseillers communautaires délégué, Gilles Lametairie, maire de Bourgvilain (tourisme) et Fabienne Prunot, maire de Navour-sur-Grosne (social).

### Liste des présidents
| Période        | Période      | Identité          | Étiquette | Qualité |
| -------------- | ------------ | ----------------- | --------- | --- |
| janvier 2017   | juillet 2020 | Jean-Paul Aubague | DVD       | Maire de Trambly (1989 → ) |
| juillet 2020   | juin 2022    | Jean-Marc Morin   | DVD       | Maire de Montmelard (1999 → 2022) Vice-président de la CC de Matour et sa région (2014 → 2016) Président de la Zone Industrielle Genève-Océan-Les Prioles (Dompierre-les-Ormes Vice-président du PETR du Mâconnais Sud Bourgogne ( ? → 2022) Mort en fonction |
| septembre 2022 | En cours     | Rémy Martinot     |           | Maire de Pierreclos (1989 → ) |

### Compétences
L'intercommunalité exerce les compétences qui lui ont été transférées par les communes membres, dans les conditions déterminées par le code général des collectivités territoriales. 
Il s'agit de :
- Aménagement de l'espace communautaire : création et réalisation de zones d’aménagement concerté (ZAC) de surface supérieure à 2ha ; aménagement du territoire communautaire dans le cadre du Pôle d'équilibre territorial et rural (PETR) ou de tout autre structure supra communautaire ;
- Politique locale du commerce et soutien aux activités commerciales d’intérêt communautaire (sont de compétence communautaire les commerces de plus de 1000 m²).
- Protection et mise en valeur de l'environnement, le cas échéant dans le cadre de schémas départementaux et soutien aux actions de maîtrise de la demande d'énergie (sont de compétence communautaire les actions permettant de développer les énergies renouvelables et de réduire les consommations énergétiques sur le territoire) ;
- Politique du logement et du cadre de vie : accompagner le vieillissement démographique par la production de logements adaptés à proximité des services et l’adaptation du parc existant ; maîtriser la consommation foncière en tenant compte de la singularité du territoire ; lutter contre la précarité énergétique des logements anciens dans le cadre d’opérations menées en partenariat avec l’ANAH et l’ADEME ; réalisation d’opérations programmées d’amélioration de l’habitat (OPAH).
- Voirie : voies communales et voies forestières d’intérêt communautaire à l’exception des voiries, places et parkings situés à l’intérieur des périmètres d’agglomération (restent communales les aires de camping-car existantes à Matour, Pierreclos, Tramayes et Vérosvres).
- Équipements culturels et sportifs d’intérêt communautaire et d'équipements de l'enseignement préélémentaire et élémentaire d’intérêt communautaire (sont d’intérêt communautaire les équipements sportifs suivants : Gymnase de Matour et équipements d’espaces de loisirs multisports, ainsi que, en matière scolaire, le groupe scolaire de la Noue à Brandon. La compétence relative au « service des écoles », au sens de l’article L 212-8 du code de l’éducation reste communale (SIVOS de la Noue) ;
- Action sociale d'intérêt communautaire : les bâtiments de la MARPA à Matour et de la Maison de Santé à Tramayes ; exercice de la compétence « actions sociales » d’intérêt communautaire dans le cadre d’un Centre Intercommunal d'Action sociale (CIAS).
- Maisons de services au public : la Maison de Services au Public (MSAP) et le centre social du territoire.

### Régime fiscal et budget
La communauté de communes est un établissement public de coopération intercommunale à fiscalité propre.
Afin de financer l'exercice de ses compétences, l'intercommunalité perçoit la fiscalité professionnelle unique (FPU) – qui a succédé à la taxe professionnelle unique (TPU) – et assure une péréquation de ressources entre les communes résidentielles et celles dotées de zones d'activité.
Elle ne reverse pas de dotation de solidarité communautaire (DSC) à ses communes membres.

### Organismes de coopération
L'intercommunalité est membre, avec trois autres structures intercommunales,  du pôle d'équilibre territorial et rural (PETR) Mâconnais Sud Bourgogne, constitué en août 2017 par la transformation du syndicat mixte du schéma de cohérence territoriale (SMSCoT) de la région mâconnaise et de la dissolution du Pays Sud Bourgogne. Son territoire s’étend sur 1 145 km2, soit 121 communes et près de 115 000 habitants.

## Projets et réalisations
Conformément aux dispositions légales, une communauté de communes a pour objet d'associer des « communes au sein d'un espace de solidarité, en vue de l'élaboration d'un projet commun de développement et d'aménagement de l'espace ».